# 李华伟
李华伟 (1963 年—)，复旦大学科学技术研究院教授，主要从事听觉医学方面的研究工作。入选中华人民共和国教育部第八批"长江学者"特聘教授，曾就读于武汉同济医科大学（今华中理工科技大学同济医学院）。